# Intel Parallel Studio
Intel Parallel Studio — пакет разработки распараллеленного программного обеспечения, разработанный фирмой Intel, сочетающий в себе компилятор C/C++ и компилятор Fortran'а, различные библиотеки, инструменты профилирования и многое другое. В комплект поставки входят программные продукты:
- Intel Parallel Advisor,
- Intel Parallel Composer,
- Intel Parallel Inspector,
- Intel VTune Amplifier.

## Компиляторы и библиотеки для C++ и Fortran
Модуль Intel Parallel Composer — это высокопроизводительное средство разработки, в состав которого входят компиляторы Intel C++ и Fortran, а также многопоточные и математические библиотеки, библиотеки цифровой обработки сигналов и мультимедиа.

## Новый помощник для распараллеливания на Linux и Windows
Продукт Intel Parallel Advisor (англ. Intel Parallel Advisor) — это вспомогательный инструмент для распараллеливания приложений, предназначенный для разработчиков на языках C, C++, C# и Fortran. Это средство обнаруживает области кода с наибольшим потенциалом для реализации параллельных вычислений и выявляет основные проблемы синхронизации.
- Можно оценить различные варианты перед реализацией в проекте.
- Предварительная оценка ускорения распараллеленной программы.
- Определение проблем корректности исполнения кода.
- Выбор вариантов с наибольшей окупаемостью.

## Оптимизация производительности для последовательных и параллельных вычислений
Модуль Intel VTune Amplifier — это мощное[уточнить] средство для оптимизации производительности и профилировки параллельных приложений.
- Профилировка приложений, написанных на C, C++, C#, Fortran, Assembly и Java.
- Получение подробных данных производительности горячих участков кода, потоков, блокировок синхронизации и задержек, DirectX-вызовов, пропускной способности.
- Сортировка, фильтрация и наглядное представление результатов на временной шкале и в исходном коде.
- Использование командной строки для автоматизации регрессионного тестирования и удаленного сбора данных.

## Создание более надежных приложений
Продукт Intel Parallel Inspector — простой в использовании инструмент для обнаружения ошибок памяти и потоков в последовательных и параллельных приложениях на платформах Windows и Linux.
Статический анализ для C, C++ и Fortran входит в состав продуктов Intel Parallel Studio.
- Обнаружение малозаметных дефектов, приводящих к аварийным сбоям и ошибкам во время исполнения программы.
- Автоматическое тестирование всех путей кода без тестовых сценариев (в дополнение к динамическому анализу Intel Parallel Inspector).